# Vera megye
Vera egy megye Argentína középpontjától északkeletre, Santa Fe tartományban. Székhelye Vera.

## Népesség
A megye népessége a közelmúltban a következőképpen változott:
| Év   | Lakosság |
| ---- | -------- |
| 2001 | 50 878   |
| 2010 | 51 494   |